# Sant Sadurní de Vilafreser
Sant Sadurní de Vilafreser és una església gòtica de Vilademuls (Pla de l'Estany) inclosa a l'Inventari del Patrimoni Arquitectònic de Catalunya.

## Descripció
La capella és d'origen romànic del segle xiii. Antigament hi havia hagut una graonada d'accés a l'església avui desapareguda. A al costat sud de la capella hi havia hagut un antic cementiri, també al costat de l'entrada es fa esment de l'existència d'una llosa sepulcral.

## Història
És l'església del nucli de Vilafreser dedicada a Sant Sadurní. Es troba esmentada en documents del segle xi, l'any 1058 fou restituïda al Bisbe de Girona per la Comtessa Ermessenda.
El 1698 era lloc reial.